# Mystery Train
Mystery Train ist ein US-amerikanischer Episodenfilm von Jim Jarmusch aus dem Jahr 1989.

## Handlung
Verschiedene Menschen verbringen dieselbe Nacht im heruntergekommenen Hotel Arcade in Memphis, der Heimatstadt von Elvis Presley. In drei Episoden werden ihre Geschichten erzählt, wobei der Nachtportier und der junge Hotelpage in allen drei Teilen des Filmes erscheinen, außerdem stets um 2:17 Uhr das Lied Blue Moon in Elvis Presleys Version im Radio gespielt wird.
In der ersten Episode „Far from Yokohama“ treffen die japanischen Touristen Jun und Mitsuko, die sich auf einer Reise durch die Vereinigten Staaten befinden, in Memphis ein. Das junge Paar aus Yokohama ist begeistert vom Rock ’n’ Roll und sie besuchen gemeinsam verschiedene Orte wie das Studio von Sun Records, wo sie eine recht lieblose Touristenführung mitmachen. Während Mitsuko vor allem Elvis liebt und ein Fotoalbum mit seinen Bildern bastelt, schätzt ihr Freund eher Carl Perkins und ist von ihrer Verehrung von Elvis etwas genervt – zumal ein Bild von Elvis auch noch in ihrem Hotelzimmer hängt. Die kleinen Unstimmigkeiten sind aber schnell vergessen und am nächsten Morgen reist das Paar gemeinsam aus Memphis ab.
Die zweite Episode „A Ghost“ begleitet die Italienerin Luisa, die ihren verstorbenen Mann im Sarg nach Italien zurückführen will. Allerdings hatte ihr Flugzeug eine Panne und nun steckt sie für eine Nacht in Memphis fest. Nach Wanderungen durch die Stadt Memphis, in der sie einen Stapel Zeitschriften gekauft hat und sich eine abenteuerliche Geschichte über den Geist von Elvis erzählen lässt, strandet sie ebenfalls im Hotel Arcade. Sie trifft in der Eingangshalle auf die permanent plaudernde Dee Dee, die sich eben gerade von ihrem Freund Johnny getrennt hat und nun bei einer Freundin in Mississippi einen Neustart versuchen will. Da beide Frauen nicht gerne allein sein wollen, teilen sie sich gemeinsam das Zimmer. Als Dee Dee bereits am Schlafen ist, erscheint Luisa für kurze Zeit der Geist von Elvis im Hotelzimmer. Am Morgen trennen sich die Wege der beiden Frauen, nicht ohne dass Luisa der mittellosen Dee Dee noch etwas Geld für die Weiterfahrt gibt.
Die dritte Episode „Lost in Space“ – benannt nach der gleichnamigen Fernsehserie, die in einer Szene erwähnt wird – stellt den von Dee Dee verlassenen Johnny vor. Da der Engländer neben seiner Freundin am selben Tag auch seine Arbeitsstelle verloren hat, fuchtelt er in miserabler Laune in einer Kneipe mit seiner Waffe herum. Ein besorgter Bekannter ruft Johnnys besten Freund Will an, der sich gemeinsam mit Johnnys vermeintlichem Schwager Charlie auf den Weg macht. Die beiden Männer holen Johnny aus der Kneipe, um ihn von größerem Ärger fernzuhalten, doch wenig später schießt dieser den Mitarbeiter einer Tankstelle an. Die drei Männer sind in Furcht vor dem kommenden Ärger, betrinken sich und schlüpfen in dem Hotel Arcade unter, in dem Wills Schwager der Nachtportier ist. Am nächsten Morgen erfährt Charlie, der als braver Friseur am meisten von den Ereignissen der Nacht überrumpelt wurde, dass Johnny gar nicht wie behauptet sein Schwager ist, da er und Dee Dee nie geheiratet hatten. Charlie ist wütend auf seinen Beinahe-Schwager. Dieser will sich erschießen, was Charlie im letzten Moment verhindern kann, doch Johnny schießt ihm dabei versehentlich ins Bein. Als die drei Männer Polizeisirenen hören, flüchten sie überstürzt aus Memphis, mit dem verwundeten Charlie auf der Ladefläche des Autos.
Im Abspann werden die Figuren aus den drei Episoden beim Verlassen von Memphis gezeigt.

## Hintergrund
Bei der Radiosendung, in der das Lied „Blue Moon“ in der Version von Elvis gespielt wird, gehört die Stimme des Radiomoderators Tom Waits, der drei Jahre zuvor in Jarmuschs Film Down by Law einen ebensolchen gespielt hatte. Der Sänger Screamin’ Jay Hawkins nahm die für ihn ungewohnte Schauspielrolle als Nachtportier auf Anfrage von Jarmusch an. Hawkins’ Lied I Put a Spell on You hatte bereits in Stranger Than Paradise von Jarmusch eine wichtige Funktion eingenommen. Cinqué Lee, der jüngere Bruder des Filmemachers Spike Lee, ist in der Rolle des Hotelpagen zu sehen. 

## Kritiken
- Lexikon des internationalen Films: „Ein faszinierender Film über Zufälle, Banalität und Unwägbarkeiten des Lebens, der bei aller Melancholie heitere und witzige Töne anschlägt.“[1]

## Auszeichnungen
Mystery Train hatte 1989 im Wettbewerb der Internationalen Filmfestspiele von Cannes Premiere und erhielt dort den Sonderpreis für eine besonders hochwertige künstlerische Leistung.